# Kamermuziek VI
Kamermuziek VI "Trois invitations au voyage" is een compositie van Aulis Sallinen. 
Het werk maakt deel uit van een serie werken onder de titel Kamermuziek, maar is net als de andere werken in die serie voornamelijk een zelfstandig werk. Het kent een klassieke driedelige opzet in de tempo-indelingen snel-langzaam-snel. De deeltjes kregen geen andere titel mee dan I, II en III, waarbij alleen deel II opgedragen is “à Charles”. Collegacomponist Jouni Kaipainen verwachtte door die Franse vernoeming en het feit dat Sallinen de winters soms doorbrengt in Frankrijk (zie de titel van opus 89), muziek die in de richting van de Franse muziek klinkt. In het boekwerkje bij de uitgave van Ondine constateerde hij dat de muziek des Sallinens Fins is. Hij vergeleek het werk (voor wat betreft klank) meer met de Symfonie nr. 6 van Jean Sibelius. De Franse ondertitel verwijst wellicht naar de opdrachtgevers voor dit werk: l'Association Musique Nouvelle en Liberté, Ville de Paris en Mécenat Musical Société General. Het werk is geschreven voor een strijkkwartet dat hier als solist(-en) optreedt, begeleid door strijkorkest.
De première vond plaats is Salle Gaveau in Parijs. Arie van Beek leidde het Orchestre d’Auvergne; daarna volgden met regelmaat uitvoeringen in Frankrijk en Finland (gegevens 2017).